# Microsoft Power Platform
 (avril 2025).
La mise en forme du texte ne suit pas les recommandations de Wikipédia : il faut le « wikifier ».
Les points d'amélioration suivants sont les cas les plus fréquents. Le détail des points à revoir est peut-être précisé sur la page de discussion.
- Les titres sont pré-formatés par le logiciel. Ils ne sont ni en capitales, ni en gras.
- Le texte ne doit pas être écrit en capitales (les noms de famille non plus), ni en gras, ni en italique, ni en « petit »…
- Le gras n'est utilisé que pour surligner le titre de l'article dans l'introduction, une seule fois.
- L'italique est rarement utilisé : mots en langue étrangère, titres d'œuvres, noms de bateaux, etc.
- Les citations ne sont pas en italique mais en corps de texte normal. Elles sont entourées par des guillemets français : « et ».
- Les listes à puces sont à éviter, des paragraphes rédigés étant largement préférés. Les tableaux sont à réserver à la présentation de données structurées (résultats, etc.).
- Les appels de note de bas de page (petits chiffres en exposant, introduits par l'outil «  Source ») sont à placer entre la fin de phrase et le point final[comme ça].
- Les liens internes (vers d'autres articles de Wikipédia) sont à choisir avec parcimonie. Créez des liens vers des articles approfondissant le sujet. Les termes génériques sans rapport avec le sujet sont à éviter, ainsi que les répétitions de liens vers un même terme.
- Les liens externes sont à placer uniquement dans une section « Liens externes », à la fin de l'article. Ces liens sont à choisir avec parcimonie suivant les règles définies. Si un lien sert de source à l'article, son insertion dans le texte est à faire par les notes de bas de page.
- La présentation des références doit suivre les conventions bibliographiques. Il est recommandé d'utiliser les modèles {{Ouvrage}}, {{Chapitre}}, {{Article}}, {{Lien web}} et/ou {{Bibliographie}}. Le mode d'édition visuel peut mettre en forme automatiquement les références.
- Insérer une infobox (cadre d'informations à droite) n'est pas obligatoire pour parachever la mise en page.

Pour une aide détaillée, merci de consulter Aide:Wikification.
Si vous pensez que ces points ont été résolus, vous pouvez retirer ce bandeau et améliorer la mise en forme d'un autre article.
Microsoft Power Platform est une collection d'outils de développement low-code permettant aux utilisateurs de créer des applications métier personnalisées, d'automatiser les flux de travaux et d'analyse des données,. Elle offre également d'intégration avec GitHub, Microsoft Azure, Microsoft Dynamics 365, et Microsoft Teams, parmi d'autres applications Microsoft et tierces.
Microsoft Power Platform permet aux utilisateurs de rationaliser les processus, d'obtenir des insights à partir de leurs données et de créer des solutions personnalisées pour répondre à leurs besoins métier. Elle est conçue pour être accessible aux utilisateurs de tous niveaux de compétences techniques, facilitant ainsi la création d'applications personnalisées et l'automatisation des flux de travail pour les organisations.
Microsoft a développé le langage de programmation low-code Microsoft Power Fx pour exprimer la logique à travers la Power Platform,.

## Produits
La famille de produits Power Platform comprend, :
- Microsoft Power BI, un outil d'analyse métier pour visualiser les données à travers divers graphiques, tableaux et tableaux de bord.
- Microsoft Power Apps pour les applications métier personnalisées low-code.
- Microsoft Power Automate (anciennement Microsoft Flow) pour l'automatisation et l'optimisation des processus métier.
- Microsoft Copilot (anciennement Power Virtual Agents) fournit des outils pour personnaliser ou créer des expériences de copilote ou de chatbot alimentées par l'intelligence artificielle.
- Microsoft Power Pages, logiciel graphique pour créer des sites web low-code. Faisait partie de Power Apps sous le nom "Power Apps Portals" jusqu'en 2022[7]

### Microsoft Dataverse
Microsoft Dataverse, anciennement connu sous le nom de Microsoft Common Data Service jusqu'en novembre 2020, est un moteur de base de données relationnelle offert par Microsoft en tant que service de gestion de données basé sur le cloud pour stocker les données métier. Dataverse est un moteur de stockage et de gestion de données servant de fondation pour les applications Microsoft Power Platform, Office 365 et Dynamics 365. Il découple les données de l'application, permettant à un administrateur d'analyser et de rapporter sur les données précédemment existantes dans différents emplacements. Il est basé sur les principes du Common Data Model, enrichi de fonctionnalités de sécurité, de logique métier et d'outils de productivité. Les données de toute taille et de tout format peuvent être facilement importées, gérées et exportées de Dataverse avec des processus rationalisés. Dataverse est construit sur Microsoft Azure. C'est principalement un outil pour gérer et stocker des données, et permet la création et la gestion de jeux de données via une seule interface utilisateur.
Dataverse est commercialisé pour une utilisation avec d'autres produits Microsoft tels que Power Apps et les applications Microsoft Dynamics 365, et dispose de connecteurs de données vers d'autres produits Microsoft comme Azure Event Hub, Azure Service Bus, Microsoft SQL et Azure Data Lake. Un exemple d'utilisation pourrait être d'utiliser Dataverse comme une forme de data lake avec Microsoft Power Apps. Microsoft Dataverse est également proposé comme un service autonome pour les entreprises cherchant à créer des solutions de données personnalisées avec une intégration à des systèmes externes via des webhooks. Dataverse dispose d'APIs afin que les données puissent être consommées par d'autres services, comme par exemple les services Power Platform tels que Power BI ou Power Apps, ou par des services personnalisés conçus par exemple dans Visual Studio.
En plus des données relationnelles, Dataverse prend également en charge le stockage de fichiers et d'objets blob, les data lakes et les données semi-structurées. Dataverse est basé sur le Common Data Model de Microsoft comme modèle de données commun et est construit sur Microsoft Azure SQL, où ses données physiques sont également stockées.[citation nécessaire]
Dataverse permet d'appliquer une logique métier telle que la détection des doublons, les champs calculés, les champs de synthèse et les règles métier. Il peut être utilisé pour découvrir, valider et rapporter des données, et a la possibilité d'utiliser le modèle de données commun propriétaire de Microsoft. L'accès à MS Dataverse est géré avec Microsoft Entra ID qui offre un accès conditionnel et une authentification multifactorielle (MFA), et propose une sécurité individuelle au niveau des colonnes et des lignes.

### Lectures complémentaires
- (en) Robert Rybaric, Microsoft Power Platform Enterprise Architecture: A guide for architects and decision makers to craft complex solutions tailored to meet business needs, Packt Publishing, 2020 (ISBN 978-1800204577)
- (en) Mitchell Pearson, Brian Knight, Devin Knight et Manuel Quintana, Pro Microsoft Power Platform: Solution Building for the Citizen Developer, Apress, 2020 (ISBN 978-1484260074)
- (en) Eickhel Mendoza, Microsoft Power Apps Cookbook: Become a pro Power Apps maker by applying practical use cases to solve ever-evolving business challenges, Packt Publishing, 2021 (ISBN 978-1800569553)
- (en) Ásgeir Gunnarsson et Michael Johnson, Pro Microsoft Power BI Administration: Creating a Consistent, Compliant, and Secure Corporate Platform for Business Intelligence, Apress, 2020 (ISBN 978-1484265666)
- (en) Aaron Guilmette, Workflow Automation with Microsoft Power Automate: Achieve digital transformation through business automation with minimal coding, Packt Publishing, 2020 (ISBN 978-1839213793)